# Quemado (álbum)
Quemado es el segundo disco de Pez, grupo de rock argentino. Fue grabado en vivo en febrero de 1996 en los Estudios del Abasto y editado por el sello independiente Discos Milagrosos.
Los responsables de la grabación y mezcla fueron Álvaro Villagra (quien también produjo el disco), Mariano Esain, Leandro Maciel y Aníbal Rodríguez. El disco fue masterizado por David Santos. El responsable del diseño del álbum y los textos internos es el diseñador Hernán Archivado el 22 de marzo de 2007 en Wayback Machine., y el dibujo de tapa es una reproducción del óleo de Ral Veroni "Quemado" (40 × 27,5 cm.). Las fotos son de Ezequiel Muñoz y Gustavo Sancricca.

## Canciones
1. Melodía maldita y la música del orto (Minimal/Salvador)
2. Fuerza
3. No mi corazón coraza
4. Nubes toman formas tontas
5. Muralla china (Astor Piazzolla)
6. Queseaelvientoelquenferme
7. Siete
8. ¿Rindiéndole cuentas a quién? (Minimal/Auteri)
9. Todo es fuego
10. Aún
11. El agua es eléctrico (Hernán/Minimal)
12. (Seco) (Hernán/Auteri)
13. Cabeza de departamento (Minimal/Salvador/Auteri)
14. Tan marcado ya (Minimal/Auteri)
15. Tan quemado ya
16. Lo que cuenta
17. Pedazo de música para escuchar antes de iniciar un extenso viaje a través de la galaxia a bordo de un barco llamado Ganga Yamuna (Minimal/Barbieri/Barbieri)
18. La lucha de los luchadores (Salvador)
19. Pequeño adelanto de magia

Letra y música de Ariel Minimal, excepto donde se indique

## Personal

### Pez
- Ariel Minimal: voz, guitarra eléctrica, guitarra acústica y guitarra melódica.
- Iris Gabriela Auteri: bajo, piano, castañuelas y coros.
- Franco Salvador: batería y percusión.

### Músicos invitados
- Palo Pandolfo: voz en "Nubes toman formas tontas".
- Ramón Horihuela: sintetizador en "Muralla china" y "(Seco)".
- Chino Rodríguez: trompeta en "Siete".
- Negro Rueda: percusión en "Siete" y "Tan quemado ya".
- Fernando Minimal: palmas en "El agua es eléctrico".
- Hernán: recitado en "(Seco)".
- Gabo Ferro: voz en "(Seco)".
- Miguelo: voz en "(Seco)".
- Gastón Vandam: guitarra en "Tan marcado ya".
- Adrián Outeda: voz en "Tan marcado ya".
- Alejandro Varela: sitar en "Pedazo de música para escuchar..."

## Datos
- El disco fue editado originalmente por el sello independiente Discos Milagrosos. Tras el cierre de las oficinas de éstos, en 1997, los derechos pasaron a manos de Pez, quienes reeditaron el disco en 2000 junto con su antecesor Cabeza y luego en solitario.
- En aquella reedición se perdió todo el arte original, que incluía un libro de 24 páginas en blanco y negro y tapa y contratapa a color, una página dedicada a cada canción. En ellas, las letras habían sido escritas a mano por Ariel Minimal y poesía por Hernán, salvo en aquellas en las que éste es el autor de las letras (Minimal agrega una poesía). En 2004, Hernán publicó una copia a todo color del libro en un sitio llamado Quemado 2004.
- La numeración del disco comienza donde había culminado su antecesor: en el tema 15. Por ende, Quemado llega hasta el número 33.
- El tema "Siete" está dedicado al legendario futbolista argentino René Houseman.
- El instrumental "Pedazo de música..." es un extracto de la canción de Cabeza "...Y el barco se llama Ganga Yamuna".

- Datos: Q6094417